# آئودی ۸۰

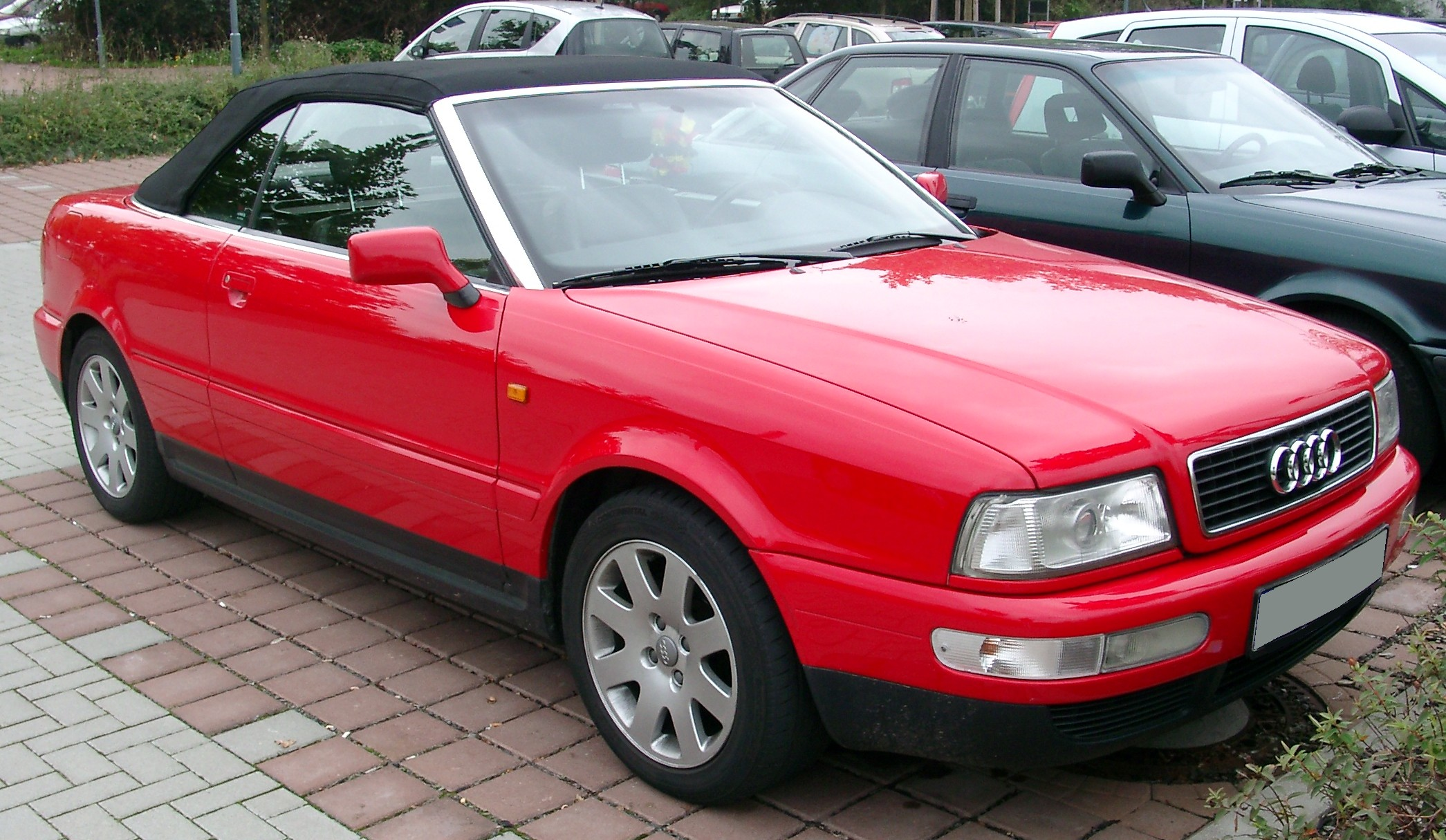

آئودی ۸۰ (به انگلیسی: Audi 80) خودرویی است که در سال‌های ۱۹۶۶ تا ۱۹۹۶تولید شده‌است. طراحی آن موتور جلو، خودرو محور جلو، خودرو چهار چرخ محرک بوده است.

## آئودی۴۰۰۰سی‌اس کواترو
آئودی ۴۰۰۰سی‌اس کواترو (Audi 4000CS quattro) خودروی آئودی ۸۰ است که در سال‌های ۱۹۸۴ تا ۱۹۸۷در آلمان تولید شده و به این نام در کشورهای آمریکای جنوبی شناخته می‌شده است. طراحی آن موتور جلو و خودرو چهار چرخ محرک بوده است. سیستم جعبه‌دندهٔ آن ۵ دنده به صورت دستی است.

## نگارخانه

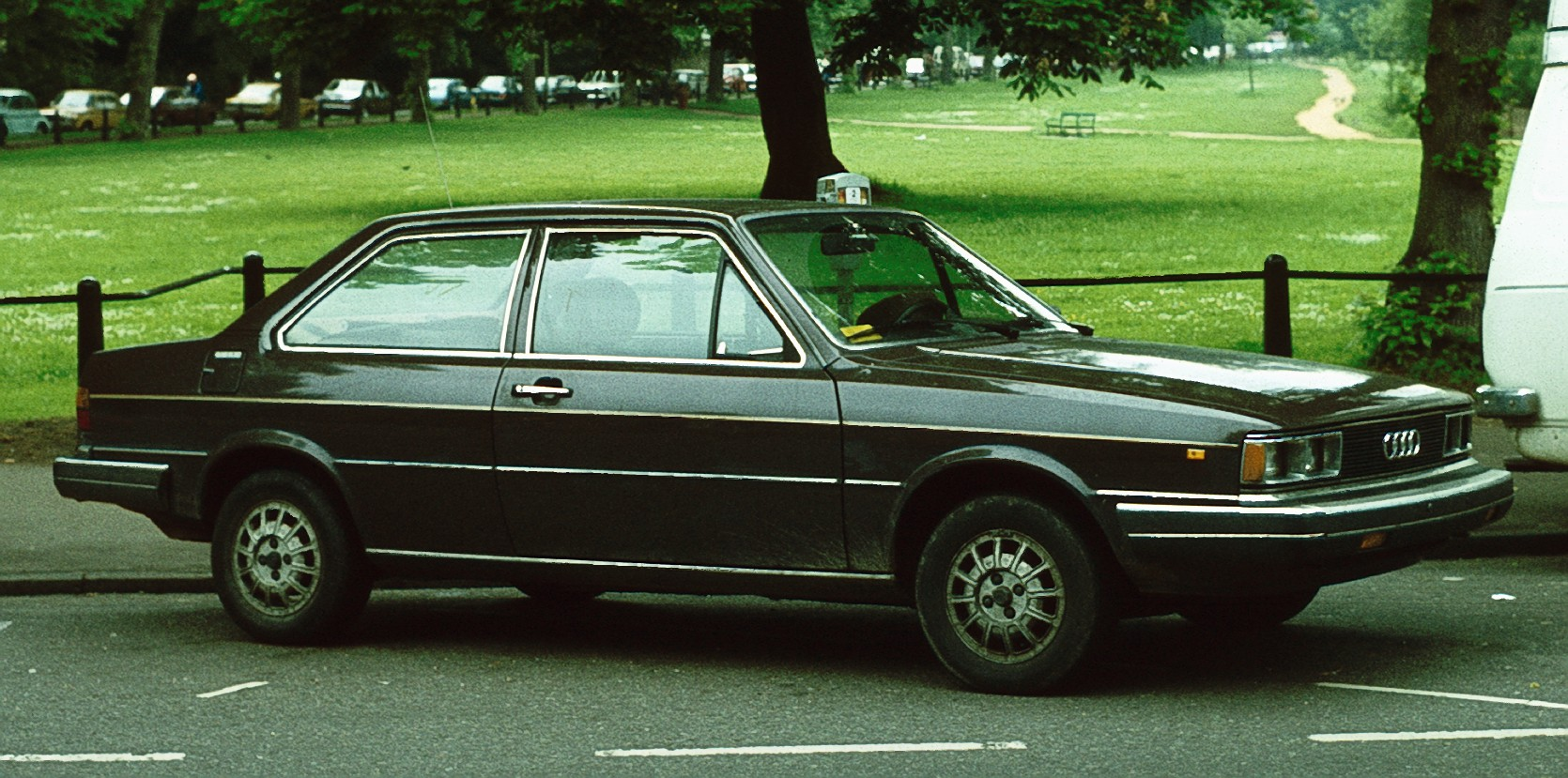
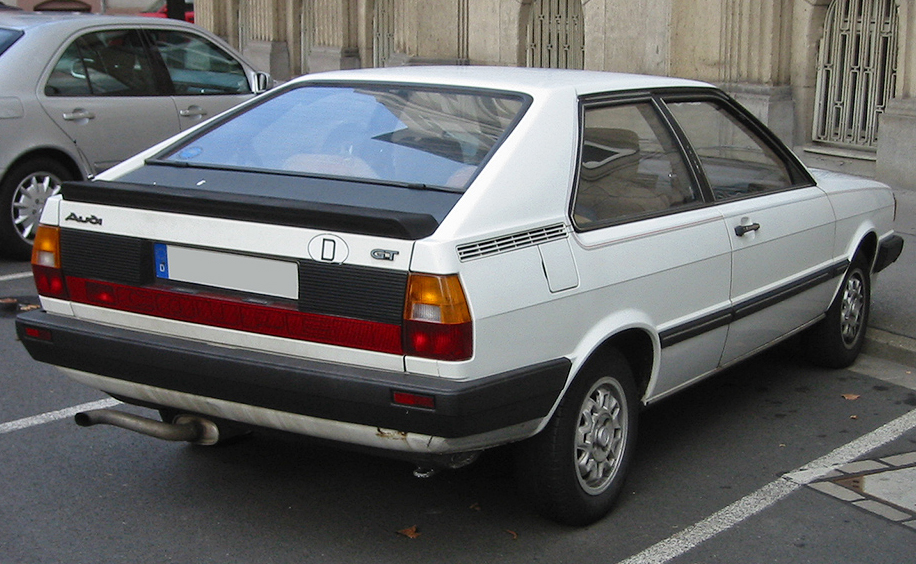
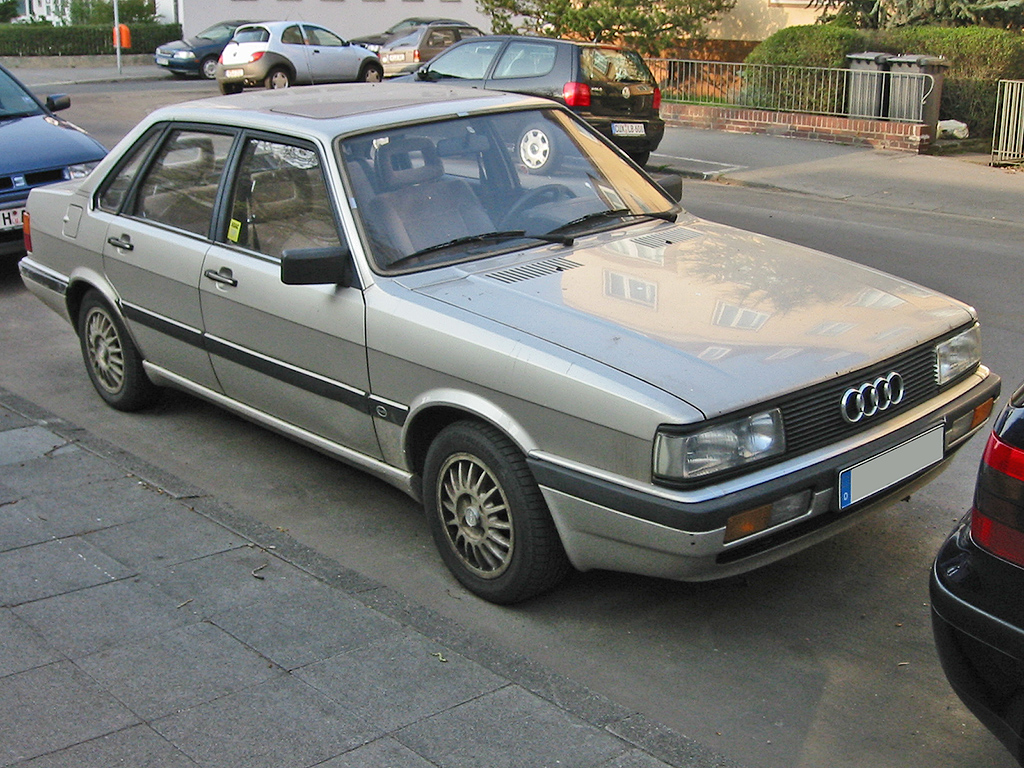
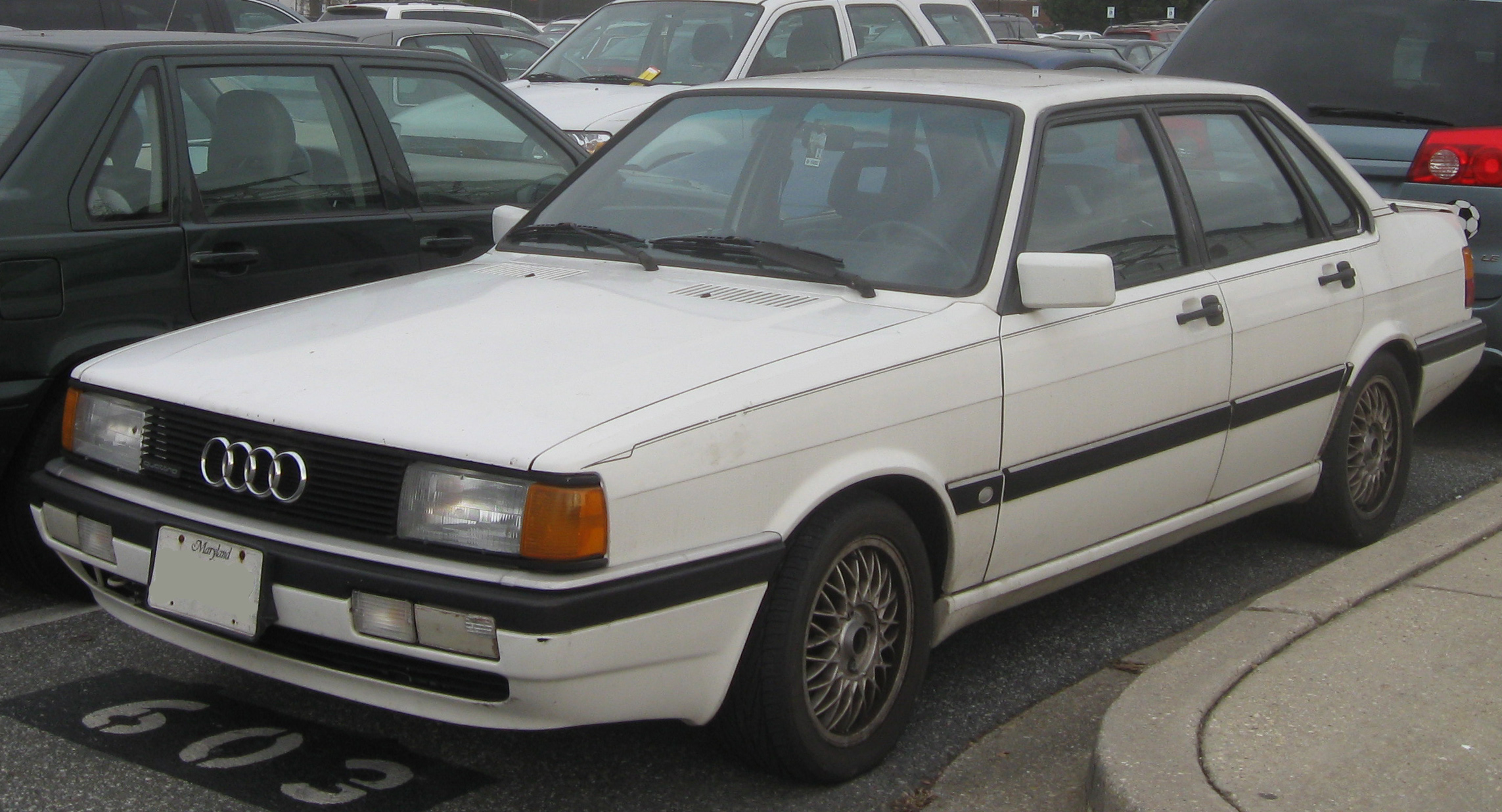
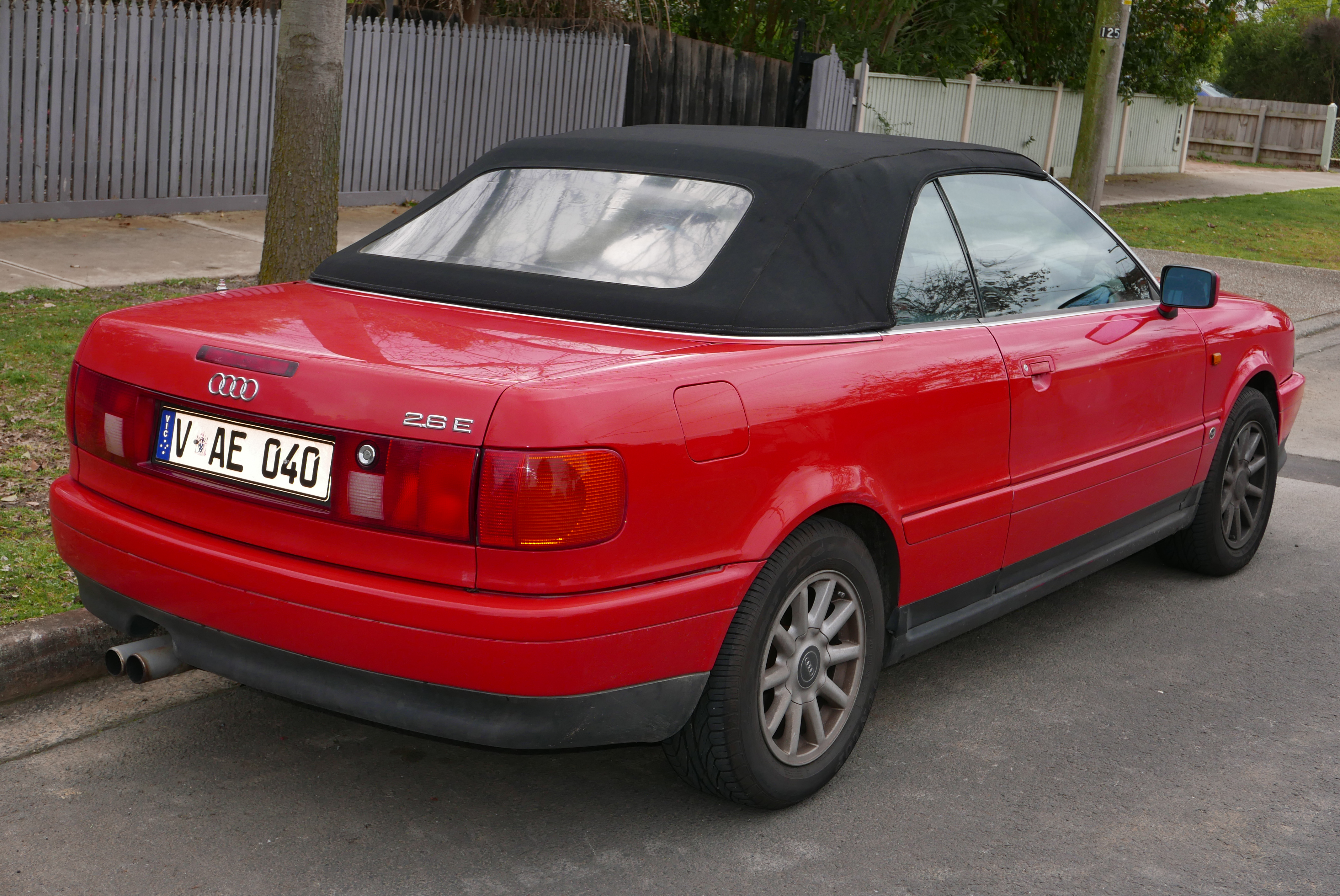